# Volodymyr Kyrylovych Vynnychenko
Volodymyr Kyrylovych Vynnychenko (tiếng Ukraina: Володимир Кирилович Винниченко; 28 tháng 7 [lịch cũ 16 tháng 7] năm 1880 - 6 tháng 3 năm 1951) là một chính khách cánh tả, nhà hoạt động chính trị, nhà văn, nhà viết kịch và nghệ sĩ người Ukraina, giữ chức Nguyên thủ quốc gia  và thủ tướng đầu tiên của nhà nước độc lập Cộng hòa Nhân dân Ukraina.
Với tư cách là một nhà văn, Vynnychenko được văn học Ukraina công nhận là nhà văn hiện đại hàng đầu ở Ukraina thời tiền cách mạng chuyên viết truyện ngắn, tiểu thuyết và kịch, nhưng ở Ukraina thuộc Liên Xô những năm 1930 cho đến giữa những năm 1980, các tác phẩm của ông bị cấm giống như nhiều nhà văn Ukraina khác. Trước khi bước vào chính trường Ukraina, ông là một nhà hoạt động chính trị lâu năm, sống ở Tây Âu từ năm 1906 đến năm 1914. Các tác phẩm của ông phản ánh sự hòa nhập của ông trong môi trường cách mạng Ukraina, giữa những người nghèo khổ và dân lao động, cũng như giữa những người nhập cư từ Đế quốc Nga sống ở Tây Âu.

## Người đứng đầu chính phủ đầu tiên của Ukraina
Sau Cách mạng Tháng Hai ở Nga năm 1917, Vynnychenko giữ chức vụ đứng đầu Tổng Ban bí thư, cơ quan điều hành đại diện của Chính phủ Lâm thời Nga tại Ukraina. Ông được Rada Trung ương của Ukraina (một quốc hội thực quyền) ủy quyền tiến hành đàm phán với Chính phủ Lâm thời Nga năm 1917.
Vynnychenko từ chức tại Tổng Ban bí thư vào ngày 13 tháng 8 để phản đối việc chính phủ Nga bác bỏ Tuyên ngôn Phổ quát của Rada Trung ương. Trong một thời gian ngắn Dmytro Doroshenko đã thay thế vị trí của ông, Dmytro vào ngày hôm sau đã thành lập một chính phủ mới, nhưng bất ngờ thay, ông cũng yêu cầu từ chức vào ngày 18 tháng 8. Vynnychenko được đề nghị quay trở lại, thành lập nội các và thiết kế lại bản Tuyên ngôn Phổ quát thứ hai để kiến nghị thành lập liên bang với Cộng hòa Nga. Chính phủ thứ hai của ông được Aleksandr Fyodorovich Kerenskii xác nhận vào ngày 1 tháng 9.

## Từ chức
Vì không thể lập lại trật tự hoặc khắc phục sự bất đồng với Petliura nên Vynnychenko đã từ chức vào ngày 10 tháng 2 năm 1919 và di cư ra nước ngoài. Trong một thời gian ngắn ở Viên vào năm 1920, ông đã viết cuốn "Sự tái sinh của dân tộc" gồm ba tập. Đồng thời, vào cuối năm 1919, Vynnychenko từ chức khỏi Đảng Lao động Dân chủ Xã hội Ukraina và thành lập Nhóm Cộng sản Ukraina ở nước ngoài.

## Ukraina Xô Viết
Ông thành lập Nhóm Cộng sản Ukraina ở nước ngoài, chủ yếu bao gồm các cựu thành viên khác của Đảng Dân chủ-Xã hội Ukraina, để ban hành quan điểm này. Vào tháng 6 năm 1920, Vynnychenko đích thân tới Moskva trong nỗ lực đạt được thỏa thuận với những người theo chủ nghĩa Bolshevik. Sau bốn tháng đàm phán không thành công, Vynnychenko đã vỡ mộng với những người theo chủ nghĩa Bolshevik: ông cáo buộc họ theo Chủ nghĩa Sô vanh Nga vĩ đại và là những người theo chủ nghĩa xã hội nhưng lại thiếu sự thành thật. Vào tháng 9 năm 1920, ông trở lại cuộc sống di cư, đồng thời bộc lộ ấn tượng của mình về sự cai trị của Bolshevik. Hành động này đã tạo ra sự chia rẽ trong Nhóm Cộng sản Ukraina ở nước ngoài: một số vẫn ủng hộ chủ nghĩa Bolshevik và thực sự đã quay trở lại Ukraina thuộc Liên Xô; những người khác ủng hộ Vynnychenko, và cùng với ông đã tiến hành một chiến dịch chống lại chế độ Liên Xô trên cơ quan tuyên truyền Nova Doba ("Kỷ nguyên mới") của họ.

## Lưu đày
Vynnychenko sống 30 năm ở châu Âu, định cư ở Đức vào những năm 1920 và sau đó chuyển đến Pháp. Là một người nhập cư, Vynnychenko tiếp tục sự nghiệp nhà văn của mình. Năm 1919, tác phẩm của ông được tái bản dưới dạng ấn bản 11 tập vào những năm 1920. Năm 1934, Vynnychenko chuyển từ Paris đến Mougins gần Cannes trên bờ biển Địa Trung Hải, tại đây ông sống trong một ngôi nhà kiểu trang trại và trở thành một người nông dân tự nuôi sống bản thân và tiếp tục viết lách, trong đó đáng chú ý nhất là bài trình bày triết học về ý tưởng của ông về hạnh phúc, Concordism. Vynnychenko gọi nơi ở của mình là Zakoutok.
Trong thời kỳ Đức chiếm đóng Pháp, vì từ chối hợp tác với Đức Quốc xã, Vynnychenko bị tống vào trại tập trung, khiến sức khỏe của ông bị ảnh hưởng nghiêm trọng. Sau khi chiến tranh kết thúc, ông kêu gọi giải trừ quân bị chung và chung sống hòa bình giữa phương Đông và phương Tây.
Ông qua đời ở Mougins, Pháp vào năm 1951. Rosalia Lifshitz sau khi qua đời đã chuyển tài sản cho Ivanna Vynnykiv-Nyzhnyk (1912–1993), người đã di cư đến Pháp sau Thế chiến thứ hai và sống với Vynnychenko từ năm 1948.